# 訃報 1993年8月
訃報 1993年8月（ふほう 1993ねん8がつ）では、1993年（平成5年）8月中に物故した、又は物故が報じられた人物についてまとめる。

## （1日 - 15日）

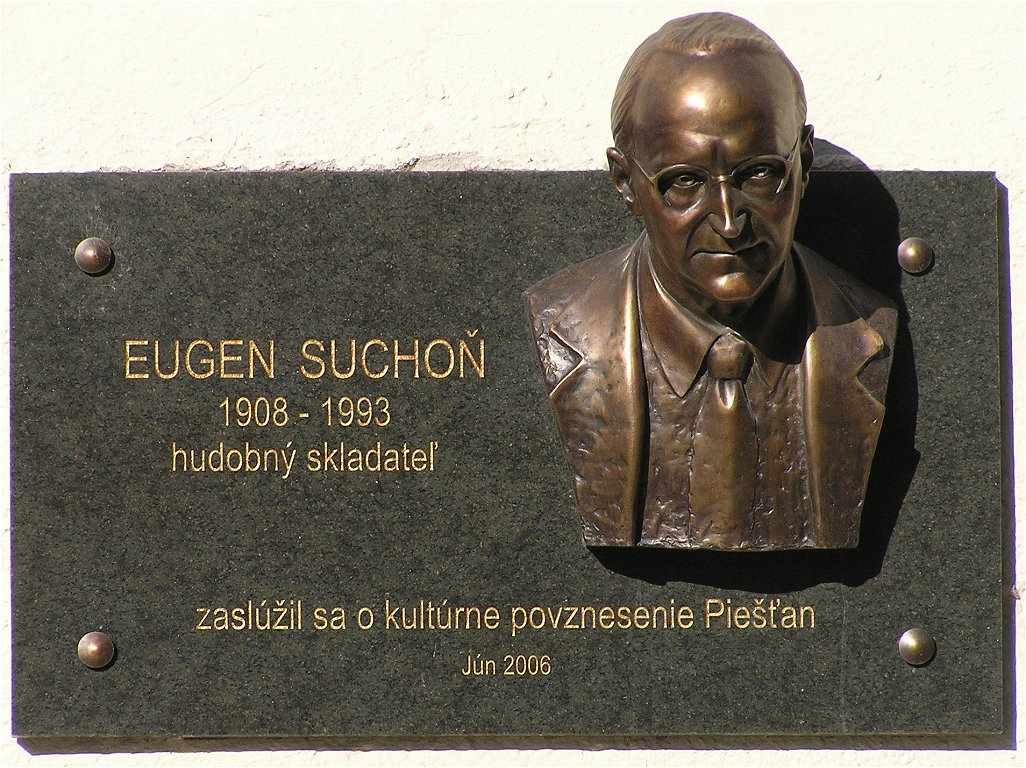
エウゲン・スホニュ / 8月5日没

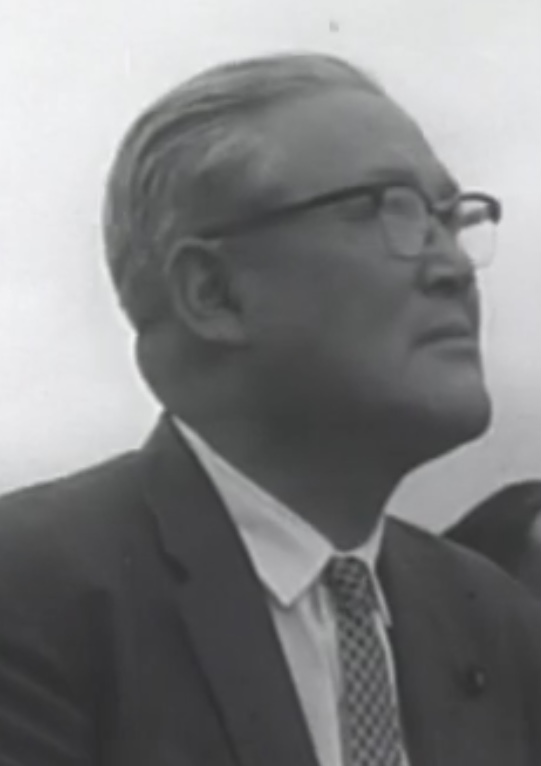
福田篤泰 / 8月7日没

- 8月4日 - 岡田鯱彦、小説家（* 1907年）
- 8月5日 - エウゲン・スホニュ、作曲家（* 1908年）
- 8月5日 - 田坂正明、プロ野球選手（* 1946年）
- 8月7日 - 福田篤泰、政治家、元郵政大臣（* 1906年）
- 8月10日 - ユーロニモス、ミュージシャン、メイヘム元メンバー (* 1968年)
- 8月12日 - 板垣武四、元札幌市長（* 1916年）

## （16日 - 31日）

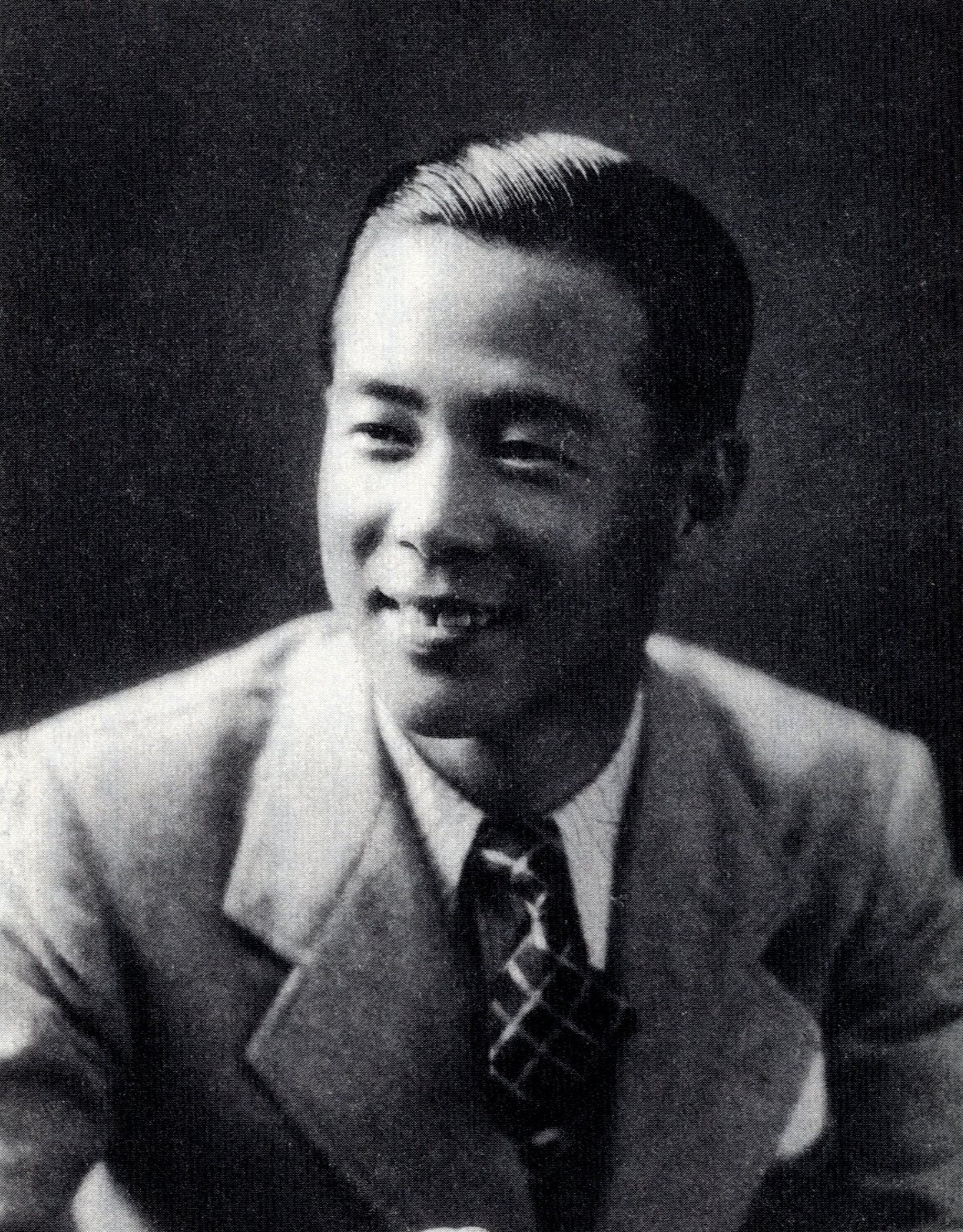
藤山一郎 / 8月21日没

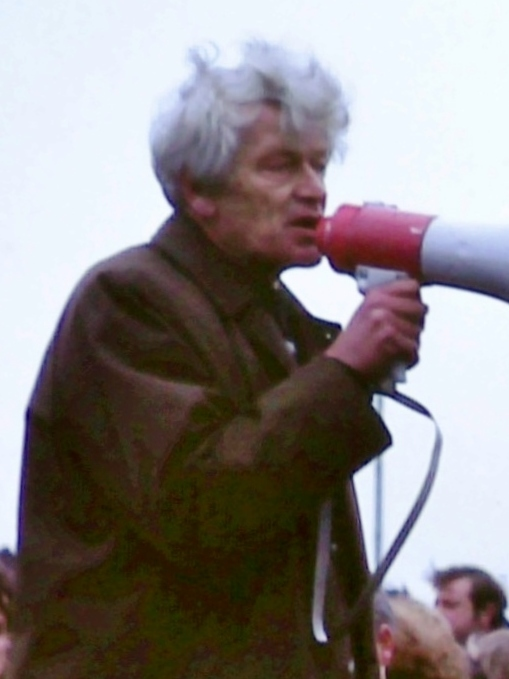
エドワード・P・トムスン / 8月28日没

- 8月21日 - 藤山一郎、歌手（* 1911年）
- 8月22日 - 重兼芳子、小説家（* 1927年）
- 8月26日 - 桑原巨守、彫刻家（* 1927年）
- 8月28日 - エドワード・P・トムスン、歴史家・社会主義思想家（* 1924年）
- 8月31日 - 小川環樹、中国文学者（* 1910年）